# アルシータ
アルシータ（イタリア語: Arsita）は、イタリア共和国アブルッツォ州テーラモ県にある、人口約800人の基礎自治体（コムーネ）。

## 地理

### 位置・広がり

#### 隣接コムーネ
隣接するコムーネは以下の通り。括弧内のAQはラクイラ県、PEはペスカーラ県所属を示す。
- ビゼンティ
- カステル・デル・モンテ (AQ)
- カステッリ
- ファリンドラ (PE)
- ペンネ (PE)

## 行政

### 分離集落
アルシータには、以下の分離集落（フラツィオーネ）がある。
- Cacciafumo, Collemesolo, Figliolarsita, Pantane, Valleiannina